# Güzelhisar, Aliağa
Güzelhisar là một xã thuộc huyện Aliağa, tỉnh İzmir, Thổ Nhĩ Kỳ. Dân số thời điểm năm 2010 là 630 người.